# 聖埃倫娜
圣埃伦娜（西班牙語：Santa Elena）是厄瓜多尔圣埃伦娜省的首府，2001年人口为111,671，2007年11月于7日成为首府。